# Lone Star (série télévisée)
Pour les articles homonymes, voir Lone Star.
Lone Star est une série télévisée américaine en six épisodes de 42 minutes, créée par Kyle Killen dont seulement deux épisodes ont été diffusés les 20 et 27 septembre 2010 sur le réseau FOX et en simultané sur le réseau Global au Canada.
Cette série est inédite dans les pays francophones.

## Synopsis
Robert Allen, un homme d'affaires douteux mène une double vie. Sous le nom de « Bob », il est marié à Cat et vit à Houston où il travaille pour son beau-père, magnat du pétrole. Sous celui de « Robert », il a une petite amie, Lindsay, avec qui vit à Midland, à l'autre bout du Texas.
Tout en essayant de prendre le contrôle de la société de son beau-père, il doit jongler entre ses deux vies de mensonges...

## Distribution
- James Wolk : Robert « Bob » Allen
- Adrianne Palicki : Cat Thatcher
- Eloise Mumford : Lindsay
- David Keith : John Allen, père de Robert
- Bryce Johnson : Drew Thatcher, frère cadet de Cat
- Mark Deklin : Trammell Thatcher, frère ainé de Cat
- Alexandra Doke : Grace Thatcher, fille de Cat
- Jon Voight : Clint Thatcher, père de Cat, Drew et Trammel

### Acteurs récurrents et invités
- Andie MacDowell : Alex
- Rosa Blasi : Blake Thatcher
- Chad Faust : Harrison « Harry » Boone, ex-mari de Cat et père de Grace

## Production
Le projet a débuté en octobre 2009 sous le titre Midland. Le pilote a été commandé à la mi-janvier 2010, qui sera réalisé par Marc Webb.
Le casting a débuté en février 2010, dans cet ordre : James Wolk, Eloise Mumford, Adrianne Palicki et Bryce Johnson, Jon Voight et David Keith, Mark Deklin et Hannah Leigh Dworkin (Grace).
Le 12 mai 2010, Fox commande la série sous son titre actuel puis cinq jours plus tard, place la série dans la case du lundi à 21 h à l'automne.
En août 2010, Andie MacDowell et Rosa Blasi ont rejoint la distribution à partir du troisième épisode, suivi de Chad Faust.
En raison de faibles audiences, FOX a décidé d'arrêter la diffusion de la série après seulement deux épisodes.

## Épisodes
1. Pilot
2. One in Every Family
3. Unveiled
4. Small Time
5. Near Mrs.
6. Cost of Living